# Federazione calcistica delle Isole Salomone
La Federazione calcistica delle Isole Salomone (in inglese Solomon Islands Football Federation, acronimo SIFF) è l'ente che governa il calcio nelle Isole Salomone.
Fondata nel 1978, si affiliò alla FIFA e all'OFC nel 1988. Ha sede nella capitale Honiara e controlla il campionato nazionale, la coppa nazionale e la Nazionale del paese.
Le Isole Salomone sono la nazionale di calcio a 5 campione in carica dell'Oceania, avendo vinto il 14 maggio 2008 l'OFC Oceanian Futsal Championship 2008.